# لويس كاريرا (عسكري)
لويس كاريرا (بالإسبانية: Luis de la Carrera y Verdugo)‏ هو عسكري تشيلي، ولد في 20 يونيو 1791 في سانتياغو في تشيلي، وتوفي في 8 أبريل 1818 في مندوزا في الأرجنتين.